# Jeff Carlson (Schriftsteller)
Jeff G. Carlson (* 20. Juli 1969 in Sunnyvale, Kalifornien; † 17. Juli 2017) war ein US-amerikanischer Science-Fiction- und Thriller-Schriftsteller. Er starb drei Tage vor seinem 48. Geburtstag an Lungenkrebs.

## Werk
Carlson schrieb sieben Romane, von denen die ersten drei als Plague Year-Trilogie bekannt sind. Sein Debüt 2007, Plague Year, ist ein heute spielender Thriller über eine weltweite nanotechnologische Seuche, die alle warmblütigen Organismen verschlingt, die unter 10.000 Fuß Höhe leben. Plague War und Plague Zone sind die beiden Fortsetzungen.
Im Jahr 2008 war Plague War Finalist für den Philip K. Dick Award, der jährlich von einer Jury an das beste Science-Fiction-Taschenbuch-Original vergeben wird. Neben seinen Kurzgeschichten, wie die für Asimov's Science Fiction Magazine und die Anthologie Fast Forward 2, schrieb Carlson auch die preisgekrönte Novelle The Frozen Sky, ein in der nahen Zukunft angesiedeltes Abenteuer. Diese befasst sich mit der überraschenden Entdeckung einer intelligenten Amphibienart in den Ozeanen unter der gefrorenen Oberfläche Europas, des sechsten Jupiter-Mondes.

## Bibliografie

### Romane

#### Plague Year
- Plague Year. Ace Books 2007, ISBN 0-441-01514-X.
  - Nano., Piper 2008, Übersetzer Andreas Decker, ISBN 978-3-492-26676-5.
- Plague War. Ace Books 2008, ISBN 978-0-441-01617-4.
  - Plasma. Piper 2008, Übersetzerin Birgit Reß-Bohusch, ISBN 978-3-492-26685-7.
- Plague Zone. Ace Books 2009, ISBN 978-1-101-15154-9.
  - Infekt. Piper 2010, Übersetzerin Birgit Reß-Bohusch, ISBN 978-3-492-26689-5.

#### The Frozen Sky
- The Frozen Sky. Jeff Carlson 2012, ISBN 978-1-936460-14-4.
  - Eisiger Himmel. amazoncrossing 2015, Übersetzerin Regina Jooß, ISBN 978-1-503-94649-1.
- Betrayed. JVE 2014, ISBN 978-0-9960823-1-0.
- Blindsided. JVE 2016, ISBN 978-0-9960823-7-2.
- Battlefront. JVE 2019, ISBN 978-0-9960823-9-6.

### Einzelroman
- Interrupt. 47North 2013, ISBN 978-1-61218-364-0.

### Storysammlung
- Long Eyes and Other Stories. 2011, ISBN 978-1-4663-6228-4.